# Sangtarāsh
Sangtarāsh (persiska: سنگتراش, Sang Tarāsh) är en ort i Iran.   Den ligger i provinsen Kermanshah, i den västra delen av landet, 500 km väster om huvudstaden Teheran. Sangtarāsh ligger 1 368 meter över havet och antalet invånare är 305.
Terrängen runt Sangtarāsh är platt åt nordost, men åt sydväst är den kuperad.Runt Sangtarāsh är det ganska tätbefolkat, med 185 invånare per kvadratkilometer. Närmaste större samhälle är Robāţ-e Māhīdasht, 9,6 km öster om Sangtarāsh. Trakten runt Sangtarāsh består till största delen av jordbruksmark.